# A Votre Sante!!
『A Votre Sante!!』（ア ボートル サンテ）は、黒薔薇保存会の1枚目のアルバムである。2008年12月28日にスターチャイルドから発売された。

## 解説
声優の堀江由衣がラジオ『堀江由衣の天使のたまご』で結成したバンド・黒薔薇保存会の唯一のオリジナル・アルバム。

## 収録曲
全編曲：黒薔薇保存会
1. フーガ ト短調 〜仮面の憂鬱〜 [1:33]
2. 花火 [3:45]
作詞：Ma様、作曲：ユイエル
3. ラストフレンド [3:29]
作詞：Ma様、作曲：ユイエル
4. BLUE HEAVEN [3:41]
作詞：Ma様、作曲：ユイエル
5. ヒカリ -type black- [3:57]
作詞：椎名可憐、作曲：YUPA
6. 満天プラネタリウム [4:20]
作詞：Ma様、作曲：ユイエル
7. Flower [3:53]
作詞：Ma様、作曲：ユイエル
8. 惑星ドライブ [2:56]
作詞：Ma様、作曲：ユイエル
9. レッドシグナル [5:01]
作詞：Ma様、作曲：ユイエル
10. wonder wall [4:17]
作詞：Ma様、作曲：ユイエル
11. 飛べない天使 [4:06]
作詞：Ma様、作曲：ユイエル
12. Happy Happy*rice shower -type black- [3:07]
作詞：椎名可憐、作曲：泉川そら
13. A Votre Sante!! [4:28]
作詞：Ma様、作曲：ユイエル